# Александровка (Солнечное сельское поселение)
Александровка — деревня в Вышневолоцком городском округе Тверской области.

## География
Находится в центральной части Тверской области на расстоянии приблизительно 21 км по прямой на север-северо-запад от вокзала железнодорожной станции Вышний Волочёк на восточном берегу Боровенского озера.

## История
В 1859 году здесь (усадьба Завод или Александрово Вышневолоцкого уезда) был учтен 1 двор. До 2019 года входила в состав ныне упразднённого Солнечного сельского поселения Вышневолоцкого муниципального района.

## Население
Численность населения составляла 13 человек (1859 год), 0 как в 2002 году, так и в 2010.